# Theodor Kliefoth
Theodor Friedrich Dethlof Kliefoth (Körchow (Mecklenburg), 1810. január 18. – Schwerin, 1895. január 26.) német lutheránus teológus. 

## Életútja
Tanult Berlinben és Rostockban, 1833-ban Vilmos hercegnek, 1837-ben pedig a mecklenburg-schwerini nagyhercegség akkori nagyherceg örökösének, Frigyes Ferencnek lett a nevelője. 1840-ben Ludwigslustban lett lelkéssz, majd a schwerini egyházkerület szuperintendense, 1850-ben a mecklenburg-schwerini egyházi kormányzó testület tagja. Megjelent tőle több egyházi beszédgyűjtemény; kiadta 1854-59-ben Mejerrel együtt Rostockban a Kirchliche Zeitschrift című folyóiratot.

## Művei
- Einleitung in die Dogmengeschichte (1839)
- Theorie des Cultus der evangelischen Kirche (1844)
- Dieursprüngliche Gottesdienstordnung in den deutschen Kirchen Lutherischen Bekenntnisses, ihre Destruction und Reformation (Rostock 1847)
- Acht Bücher von der Kirche (1845)
- Liturgische Abhandlungen (1854-61, 8 köt.)
- Kommentare zu den Propheten Zacharja (1881)
- Esekiel (1874)
- Daniel (1868)
- Die Offenbarung Johannis (1874)
- Christliche Eschatologie (1886)